# Louis Comfort Tiffany

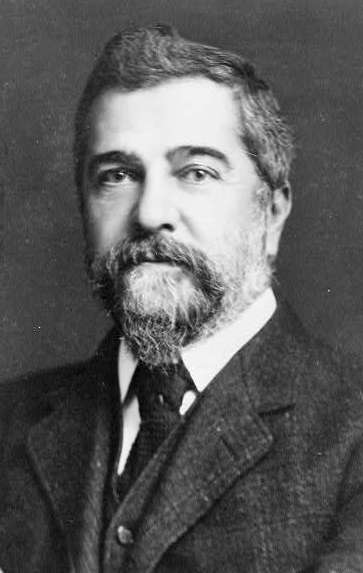
Louis Comfort Tiffany um 1908

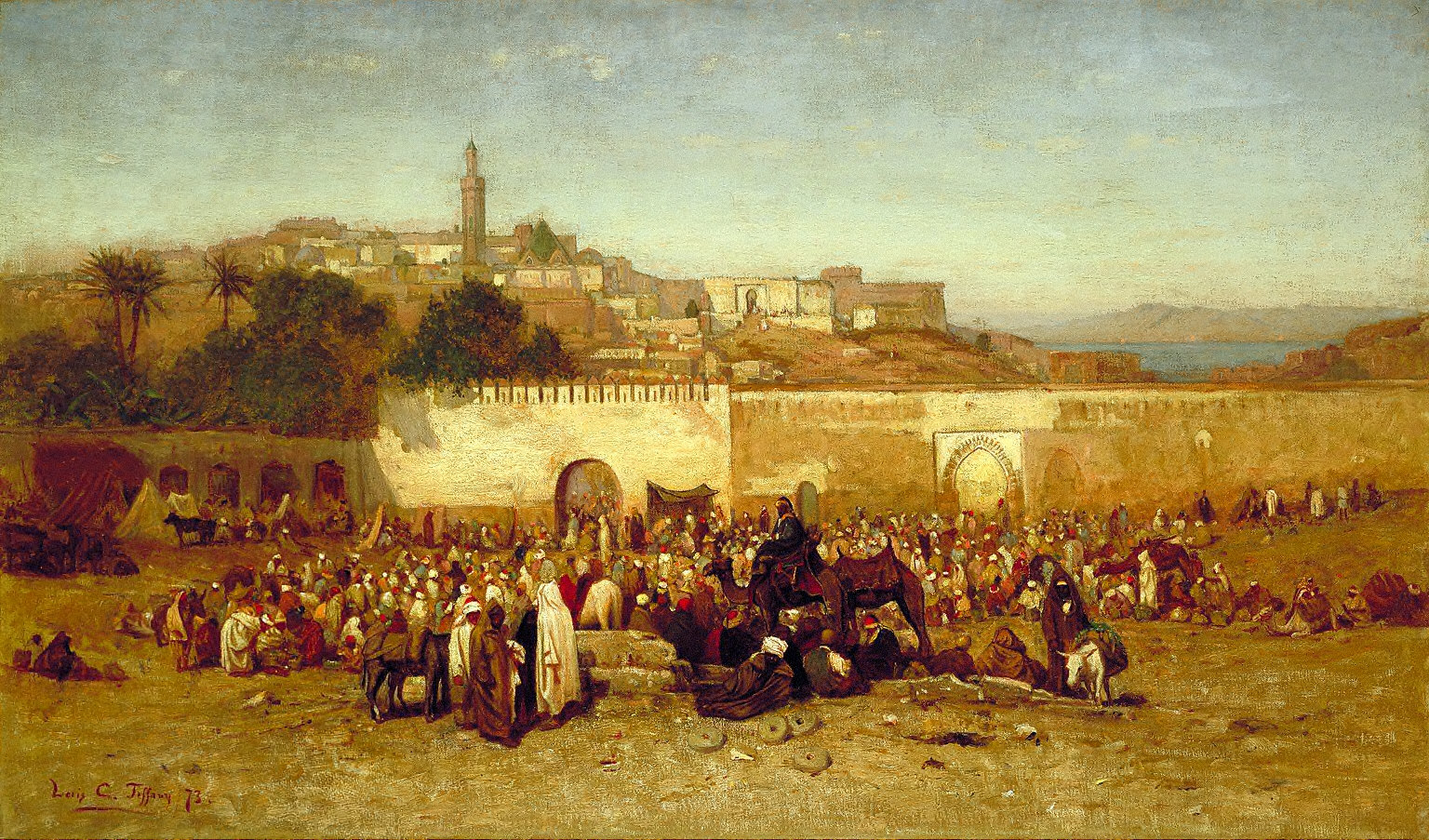
L. C. Tiffany: Markttag vor den Mauern von Tanger, Ölgemälde, 1873

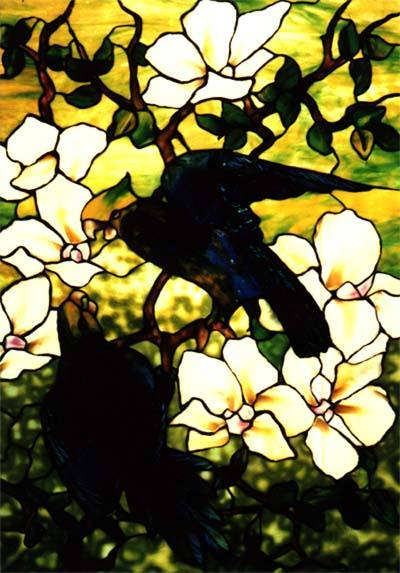
Tiffany-Fenster

Deckenleuchte im Tiffany-Stil

Louis Comfort Tiffany (* 18. Februar 1848 in New York City; † 17. Januar 1933 ebenda) war ein US-amerikanischer Unternehmer, Maler und Glaskünstler. Er gilt als einer der bedeutendsten amerikanischen Vertreter des Jugendstils.

## Leben
Mit 14 Jahren wurde Tiffany an der Eagleswood Militärakademie in Perth Amboy, N. J. eingeschrieben, wo er in den folgenden drei Jahren die Grundlagen seiner künstlerischen Ausbildung erwarb, weil der Landschaftsmaler George Inness von 1863 bis 1867 in Eagleswood lebte. Dass er Malerei studieren wollte, manifestierte sich, als er 1866 nach einer Reise, die ihn über England, Irland, Frankreich und Italien nach Sizilien geführt hatte, 1867 in der National Academy of Design seine Bilder ausstellte. Auf seiner zweiten Europareise 1868 besuchte er das Studio von Léon Belly, der orientalische Landschaften malte. Tiffany reiste dann im Frühjahr 1870 mit Samuel Colman nach Nordafrika, wobei er Ägypten, Tunesien, Algerien und Marokko besuchte. Zudem führte ihn diese Reise auch nach Spanien. Nach seiner Rückkehr erhielt er die erhoffte künstlerische Anerkennung, indem er als Mitglied in die National Academy of Design aufgenommen wurde.
Besonders erfolgreich wurde Tiffany mit seinen Schmuckkreationen sowie der Herstellung irisierender Gläser. 1870 soll Tiffany in Ägypten durch Gläser aus den Gräbern der Pharaonen zu seinem berühmt gewordenen Lüster-Dekor inspiriert worden sein. Auch die damalige Japan-Begeisterung vieler Ästheten nahm er auf und schuf Entwürfe, die diesem Geschmack entsprachen. Erste Versuche mit Glas machte er 1876, als er bei der Louis Heidt Glass Factory in New York mit Opalglas arbeitete.
1885 gründete Tiffany in New York die „Tiffany Art Glass Company“, die er 1892 in  „Tiffany Glass and Decorating Company“ umbenannte, ein Einrichtungshaus, für das er als Maler, Kunstgewerbler und Glaskünstler tätig war. 1893 gründete er zudem die „Stourbridge Glass Company“ in Long Island, die ab 1902 als Tiffany Furnaces bekannt wurde und deren Betrieb 1924 eingestellt wurde. Unter anderem renovierte Tiffany 1882 auch einige Räume des Weißen Hauses. Das Verfahren der „Tiffany Favrile Glasses“ wurde 1894 patentiert. Im selben Jahr etablierte Tiffany eine Zusammenarbeit mit dem Kunsthändler Siegfried Bing in Paris.
Mit ihren verspielten floralen Motiven zählen Tiffanys Glaskreationen zu den schönsten Jugendstilgläsern. Daneben entwarf Tiffany auch Flachgläser (Mosaiken und Fenster), z. B. für die Tiffany-Kapelle in der Kathedrale von New York. Besonders geschätzt wurden auch „Tiffany-Leuchten“, deren Schirme größtenteils aus farbigen Glasstücken bestehen, die zuvor in Kupferfolie eingefasst und dann miteinander verlötet wurden. Diese Technik des Verbindens von Glasstücken (Tiffany-Glaskunst-Technik) machte Tiffany und seine Glaskreationen weltberühmt. Seine Lampen entstanden mit Bronzeelementen von Duffner and Kimberly Co. in New York.
Louis Comfort Tiffany war der unternehmerische und planende Gestalter des Betriebs, er stellte seine eigene Person in der Außendarstellung in den Vordergrund. Tatsächlich wurden die technischen und die gestalterischen Tätigkeiten aber von anderen ausgeführt, die zu Lebzeiten keinerlei Anerkennung erhielten. Arthur J. Nash leitete die Glasherstellung, er erfand die Fertigungsmethoden für die farbigen, opaken Glassorten. Während der Hochzeit der Kreativität des Unternehmens wurde die Designabteilung des Studios zwischen 1897 und 1909 durch Clara Driscoll geleitet, deren private Korrespondenz Anfang des 21. Jahrhunderts gefunden und ausgewertet wurde.
1902 ging auch Tiffany & Co., das New Yorker Juweliergeschäft seines Vaters Charles Lewis Tiffany, in seinen Besitz über. Nach dem Tod Tiffanys wurden seine Betriebe bis 1928 vollständig verkauft und produzierten bis 1931 Glas im Stil Tiffanys, jedoch ohne die Verwendung seiner Signatur.
Seine Tochter Dorothy Tiffany Burlingham übersiedelte zunächst nach Wien, um ihren Sohn bei Anna Freud therapieren zu lassen und ging anschließend mit der Familie Freud nach London, da sie eine besonders enge Freundschaft mit Anna Freud verband.
Mit dem Frederick Ayer Mansion in Boston ist weltweit nur noch ein einziges Bauwerk erhalten, das Tiffanys Kunstwerke sowohl an der Außenfassade als auch in den Innenräumen weitgehend im Originalzustand aufweist.

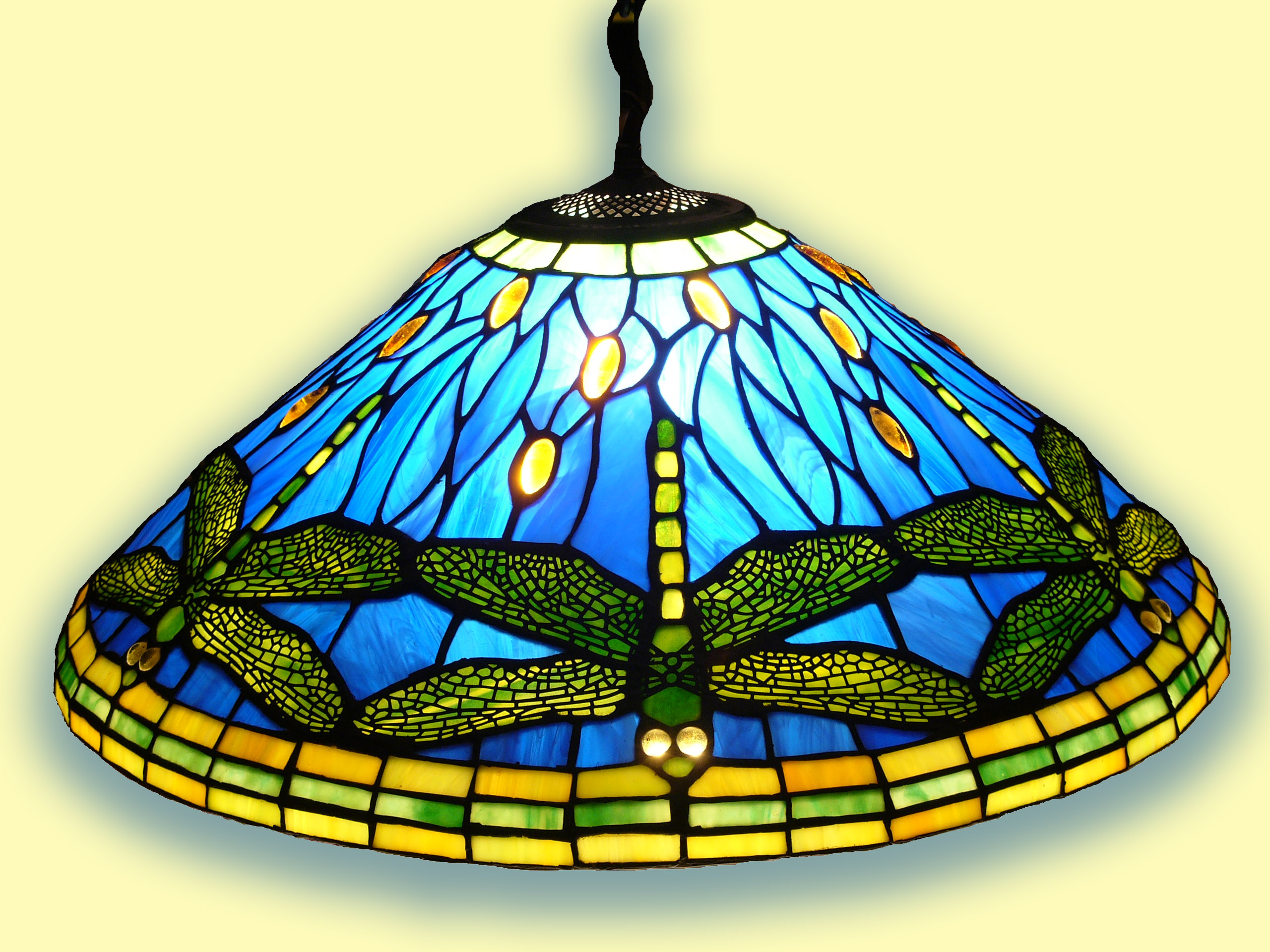
Dragonfly
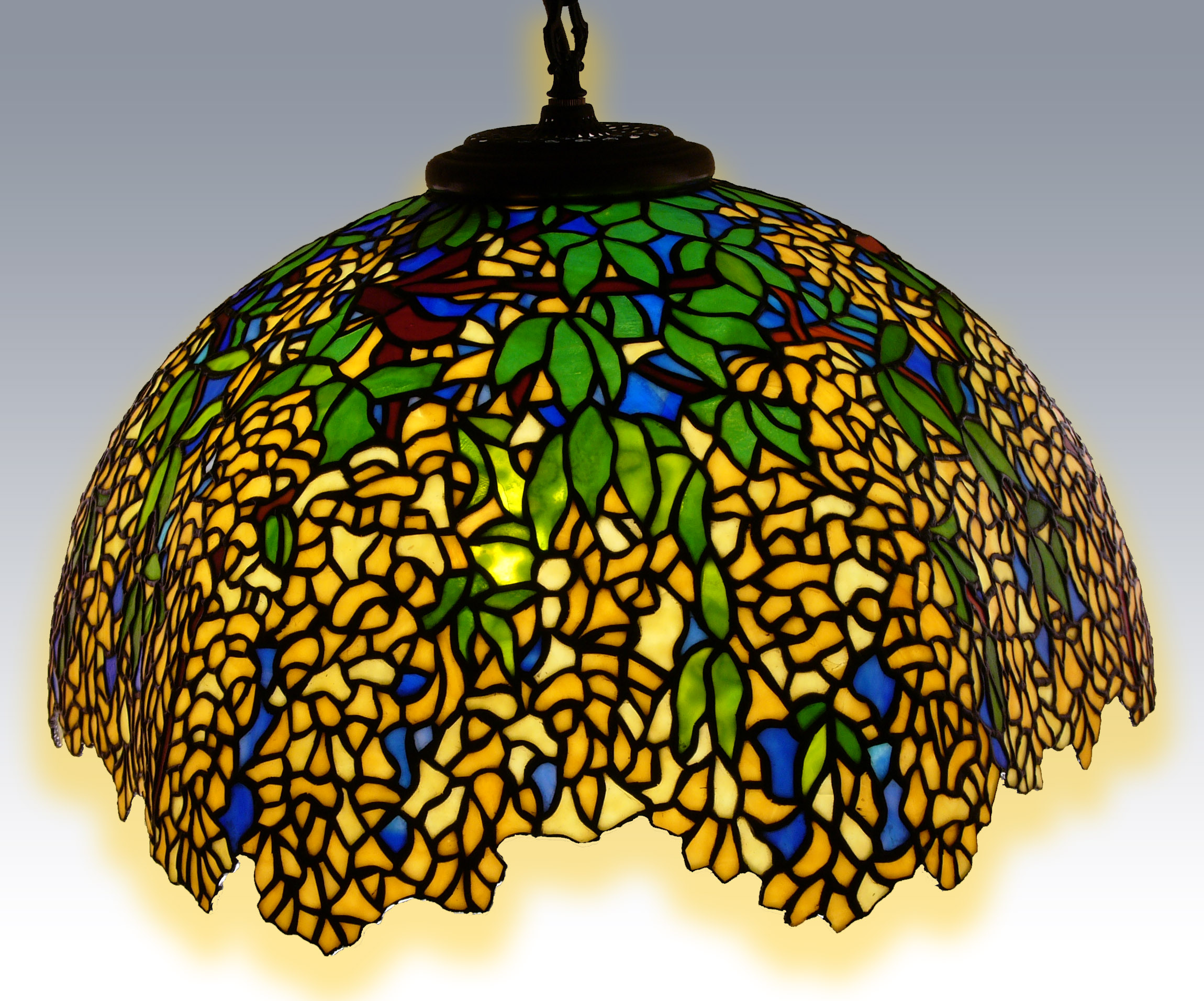
Laburnum
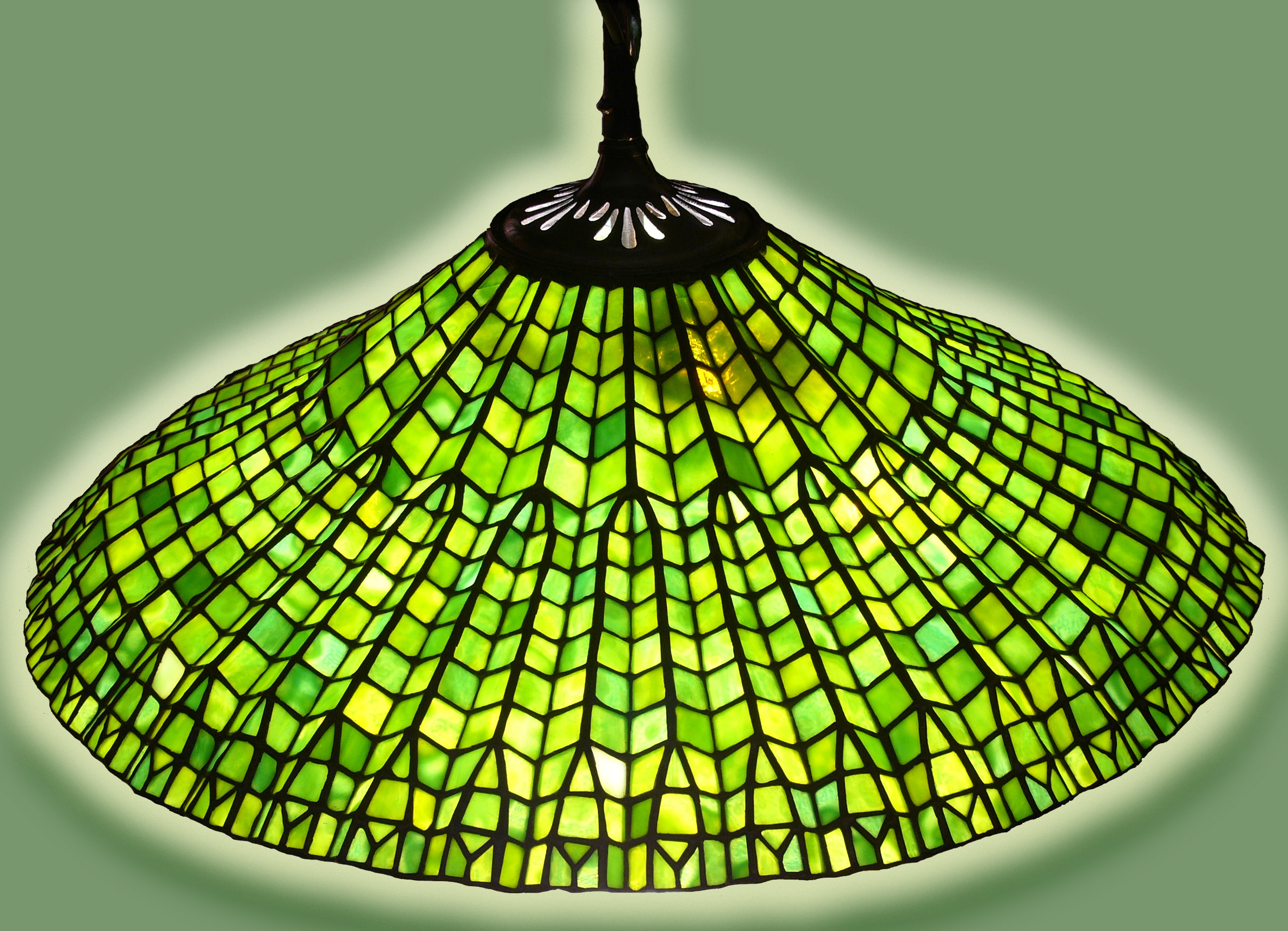
Lotus leaf

## Kennzeichnung
Als Kennzeichnung der Gläser dienen die Aufschriften „Louis C. Tiffany-Favrile“, „TGC“ (Tiffany Glass Company) oder „Louis C. Tiffany“ + Seriennummer. Die Buchstaben A–N vor der Seriennummer bedeuten, dass der Gegenstand in der Zeit von 1896 bis 1900, die Buchstaben P–Z, dass er zwischen 1901 und 1905 entstand. Stehen die Buchstaben A–N nach der Seriennummer, dann stammen die Gegenstände aus den Jahren 1906 bis 1912, bei den Buchstaben P–Z aus den Jahren 1913 bis 1920. Mit dem Buchstaben O gekennzeichnete Objekte sind Sonderanfertigungen.